# Bridgedale
Bridgedale es un área no incorporada ubicada en el condado de Los Ángeles en el estado estadounidense de California.

## Geografía
Bridgedale se encuentra ubicada en las coordenadas 33°52′42″N 118°19′43″O / 33.87833, -118.32861.